# Prosoplus dentatus
Prosoplus dentatus là một loài bọ cánh cứng trong họ Cerambycidae.